# Kotejafulvius
Kotejafulvius is een geslacht van wantsen uit de familie van de Miridae (Blindwantsen). Het geslacht werd voor het eerst wetenschappelijk beschreven door Gorczyca in 2006.

## Soorten
Het genus bevat de volgende soorten:

- Kotejafulvius ghanaensis Gorczyca, 2006
- Kotejafulvius jani Gorczyca, 2006
- Kotejafulvius macrotrichus (Gorczyca, 2000)